# Дёмкин, Владимир Иванович
Влади́мир Ива́нович Дёмкин (1929, Цорос, Большедербетовский улус, Калмыцкая АССР, РСФСР, СССР — 17 мая 2001, Цорос, Республика Калмыкия) — механизатор колхоза «Южный» Городовиковского района Калмыцкой АССР, Герой Социалистического Труда (1976). Заслуженный механизатор сельского хозяйства РСФСР.

## Биография
Родился в 1929 году в селе Цорос Калмыцкой автономной области. В 1958 году вступил в колхоз «Южный» Городовиковского района Калмыцкой АССР. В 1964 году принят в КПСС.
В 1970 году был удостоен почётного звания «Заслуженный механизатор сельского хозяйства РСФСР». В 1971 году награждён Орденом Ленина. В 1976 году стал инициатором перехода на работу по методу комбайнёра Ростовской области Николая Бочкарёва.
В 1976 году звено механизаторов, которым руководил Владимир Дёмкин, четырьмя комбайнами намолотило 43 861 центнер зерновых при плане в 37 500 центнеров. Он сам убрал 917 гектаров и намолотил 19 084 центнеров зерновых.
Указом Президиума Верховного Совета СССР от 23 декабря 1976 года за высокие успехи, достигнутые во Всесоюзном социалистическом соревновании, проявленную доблесть в выполнении планов и социалистических обязательств по увеличению производства и продажи зерна и других сельскохозяйственных продуктовудостоен звания Героя Социалистического Труда с вручением ордена Ленина и золотой медали «Серп и Молот».

## Память
- В Элисте на Аллее героев установлен барельеф Владимира Дёмкина.

## Награды
- Герой Социалистического Труда — указом Президиума Верховного Совета СССР от 23 декабря 1976 года;
- Орден Ленина (1971 и 1976 гг.);